# Адирт

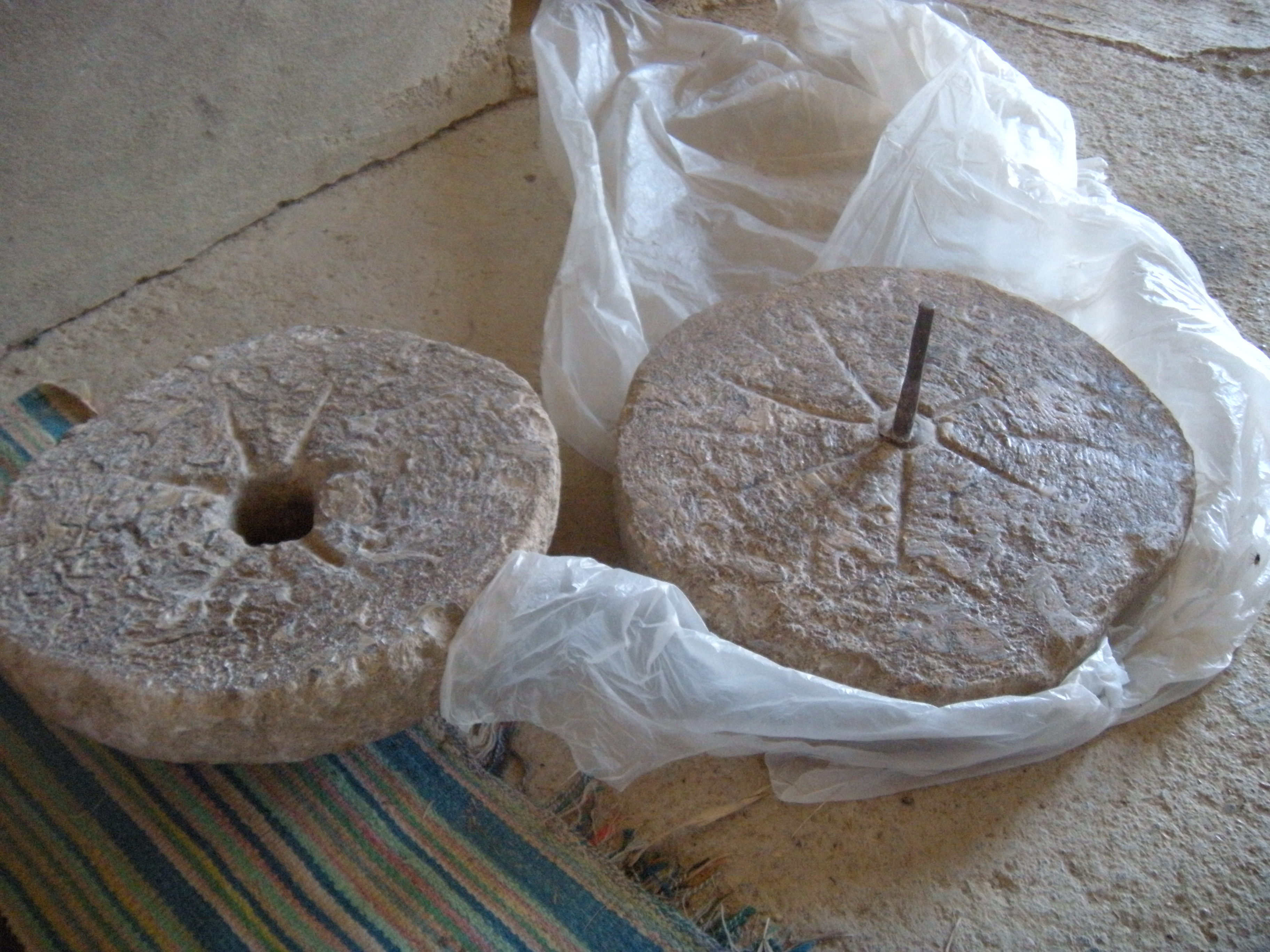
Каменный адирт из Ореса

Ади́рт — ручной жернов, используемый в основном для помола пшеницы, ячменя или других зерновых культур. Он приводится в движение вручную, без использования тягловых животных или гидравлической системы и традиционно используется женщинами.
Адирт состоит из двух цилиндрических каменных блоков диаметром около 70 см. Два блока ставятся симметрично один на другой, а в отверстие в верхнем блоке вставляется деревянный стержень. Пшеница или ячмень помещается между двумя блоками, и с помощью деревянного стержня вручную совершается вращение верхнего блока. Длительность работы зависит от количества зерна, которое необходимо перемолоть, и скорости движения руки.

## Распространение
Адирт встречается в горном регионе Орес, встречается и в Кабилии, хотя и под другим названием. Это типичная утварь, используемая горцами и крестьянами. В городах распространен в меньшей степени.